# (329) Свея
(329) Свея (швед. Svea) — довольно крупный астероид главного пояса, который принадлежит к тёмному спектральному классу C. Он был открыт 21 марта 1892 года немецким астрономом Максом Вольфом в обсерватории Хайдельберг в Германии и назван в честь староскандинавского названия Швеции Svea — государство свеев.

Орбита астероида Свея и его положение в Солнечной системе
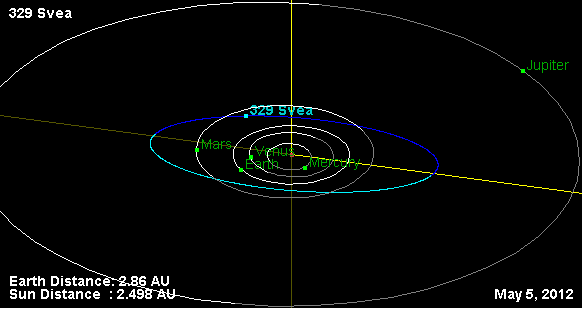
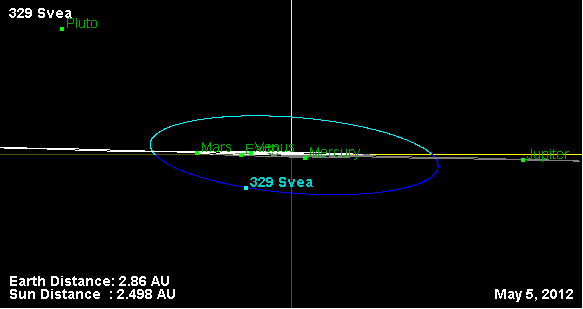